# César Huerta
César Saúl Huerta Valera (Guadalajara, Jalisco; 3 de diciembre de 2000) es un futbolista mexicano. Juega como extremo y su equipo es el Royal Sporting Club Anderlecht de la Primera División de Bélgica.Ha sido internacional con la selección de fútbol de México.

## Trayectoria

### Inicios y Club Deportivo Guadalajara
El 19 de marzo de 2018; César Huerta fue convocado por primera vez al primer equipo por parte del director técnico Matías Almeyda para disputar dos partidos de preparación amistosos ante Santos Laguna y los Tigres de la UANL.
El 24 de marzo de 2018; César Huerta debutó con el primer equipo en el partido de preparación amistoso, entrando al minuto 64' por Jesús Godínez en la derrota 2-0 ante los Tigres de la UANL.
El 10 de noviembre de 2018; César Huerta debutó en la Liga MX entrando al minuto 87' por Isaac Brizuela en la victoria 1-0 ante el Club León.

### Club Atlético Zacatepec
El 18 de diciembre de 2018, se oficializa su traspaso al Zacatepec, en calidad de préstamo por 1 año sin opción a compra.
Destacó por haber convertido 5 goles en la temporada, 3 en Ascenso MX y 2 en Copa MX.

### Club Deportivo Guadalajara (segunda etapa)
El 11 de junio de 2019, se confirma su regreso a Chivas, por petición del técnico Tomás Boy, convirtiéndose en el quinto refuerzo de cara al Apertura 2019.

### Monarcas Morelia
El 4 de enero de 2020, se hace oficial su fichaje al Monarcas Morelia, en calidad de Préstamo por 1 año sin opción a compra, convirtiéndose en el tercer refuerzo de cara al Clausura 2020.

### Mazatlán Fútbol Club
Tras oficializar el cambio de sede de Monarcas Morelia a Mazatlán FC, Huerta se incluye al equipo de la Perla del Pacífico.
El 27 de julio de 2020, César Huerta al minuto 36’ del primer tiempo convierte el primer gol en la historia del equipo mazatleco en la Primera División, al igual convirtiendo su primer gol en la Primera División Mexicana.
El lunes 24 de agosto de 2020, César Huerta convirtió su segundo gol en el Torneo Apertura 2020, en la derrota 4-3 ante Pachuca. Para éste momento, Huerta, empezaría a demostrar que era de los mejores jugadores del torneo.
Tras seis jornadas sin poder ganar, el equipo sinaloense se reencontró con la victoria, en un partido manchado por las expulsiones. Desde temprano en el encuentro, al minuto 7’, los del puerto se fueron al frente, tras un tiro de esquina rechazado por un zaguero, aunque no con la fuerza suficiente, César Huerta mandó la esférica al fondo de la red con la pierna derecha.

### Club Deportivo Guadalajara (tercera etapa)
El 11 de diciembre de 2020, se confirma su regreso a Chivas, por petición del técnico Víctor Manuel Vucetich, convirtiéndose en el primer refuerzo de cara al Guard1anes 2021. Su último intento de jugar con las Chivas Rayadas de Guadalajara tuvo un final amargo, debido a las constantes críticas por no terminar de tener un rendimiento óptimo en ésos últimos tres torneos como rojiblanco. Luego de una pelea que inició con su compañero de equipo Antonio "El Pollo" Briseño, César Huerta optó por salir del club. 

### Club Universidad Nacional
El 1 de junio de 2022, se hace oficial el fichaje del Chino Huerta a los Pumas de la UNAM, en transacción definitiva, convirtiéndose en el segundo refuerzo de cara al torneo Apertura 2022, su primer torneo en el equipo de la máxima casa de estudios de México no fue bueno ni para él ni para la escuadra en general, que quedó en los últimos lugares, lo que provocó el despido de su entrenador Andrés Lillini.  
En el siguiente certamen del Clausura 2023 fue contratado como entrenador Rafael Puente del Río, con el que no cambió el rendimiento del club y fue reemplazado por Antonio Mohamed. No mejoraron las cosas comparado al torneo anterior y por eso se decidió el cambio de entrenador, pero Huerta tuvo una destacada actuación con el turco recién llegado al timón a finales de ese certamen, por fin un entrenador le dio la confianza de ser titular indiscutible anotando sus primeros dos goles: uno contra el Atlético San Luis y el segundo al Toluca, los dos fueron considerados golazos por soberbias jugadas individuales, todo esto sucedió al final de la fase regular del mismo Clausura. 
Luego para el torneo Apertura 2023, se convirtió en el goleador del equipo y uno de los jugadores más destacados del conjunto universitario, así mismo uno de los más aplaudidos por la afición. Contribuyó a que la escuadra auriazul después de dos años volviera a jugar unas semifinales, siendo eliminados por los Tigres UANL.
Durante los cuartos de final de dicho torneo, los Pumas enfrentaron a las Chivas, el exequipo del Chino, en el Olímpico Universitario. Tras el primer gol a favor del equipo local (un autogol de su excompañero de equipo Antonio Briseño con quien nunca tuvo una buena relación en Chivas), Huerta anotó el dos a cero vía penal y exhibió una camisa con la leyenda "Re-hecho en C. U." como muestra de agradecimiento al buen recibimiento que tuvo por parte del cuerpo técnico, compañeros de equipo de los Pumas y sus seguidores. No obstante en el juego de semifinal de vuelta falló un penal y su equipo quedaría eliminado con global de dos a uno ante los Tigres, cerrando de la forma menos decorosa su mejor torneo. 

### Royal Sporting Club Anderlecht
El 10 de enero de 2025, se hace oficial el fichaje del Chino Huerta al Royal Sporting Club Anderlecht, convirtiéndose en el primer mexicano en jugar en dicho equipo. Debutaría con gol el 19 de enero frente al KV Cortrique.

## Selección nacional

### Categorías inferiores

#### Sub-17
Campeonato Sub-17
El 18 de abril de 2017; César Huerta fue incluido en la lista definitiva de los 20 jugadores qué jugaron el Campeonato Sub-17 2017, con sede en Panamá. El 23 de abril de 2017; César Huerta debutó en el Campeonato Sub-17 2017, entrando de cambio al minuto 79' por Roberto de la Rosa en la victoria 6-0 ante El Salvador.
Mundial Sub-17
El 14 de septiembre de 2017; César Huerta fue incluido en la lista definitiva de los 20 jugadores qué jugaron el Mundial Sub-17 2017, con sede en la India. El 8 de octubre de 2017; César Huerta debutó en el Mundial Sub-17 2017, entrando de cambio al minuto 82' por Roberto de la Rosa en el empate 1-1 ante Irak.
| Selección | País   | PJ | G | Año  |
| --------- | ------ | -- | - | ---- |
| Sub-17    | México | 8  | 0 | 2017 |

En negrita resultado a favor de la Selección Mexicana Sub-17. El 
verde simboliza victoria, el beige empate y el rojo la derrota.
| 1. | 23 de marzo de 2017   | Estadio Maracaná, El Chorillo, Panamá | México         | Bandera de México         | 6 - 0             | Bandera de El Salvador    | El Salvador    |  | Campeonato Sub-17 2017         | 75' por Roberto de la Rosa |
| 2. | 26 de marzo de 2017   | Estadio Maracaná, El Chorillo, Panamá | México         | Bandera de México         | 2 - 3             | Bandera de Estados Unidos | Estados Unidos |  | Campeonato Sub-17 2017         | 60' por Jesús Pérez        |
| 3. | 3 de mayo de 2017     | Estadio Maracaná, El Chorillo, Panamá | Panamá         | Bandera de Panamá         | 0 - 1             | Bandera de México         | México         |  | Campeonato Sub-17 2017         | 63' por Jesús Pérez        |
| 4. | 5 de mayo de 2017     | Estadio Maracaná, El Chorillo, Panamá | Costa Rica     | Bandera de Costa Rica     | 1 - 6             | Bandera de México         | México         |  | Campeonato Sub-17 2017         | 60' por Jairo Torres       |
| 5. | 7 de mayo de 2017     | Estadio Maracaná, El Chorillo, Panamá | Estados Unidos | Bandera de Estados Unidos | 1 - 1 4-5 Penales | Bandera de México         | México         |  | Campeonato Sub-17 2017 (final) | 23' por Marco Ruíz         |
| 6. | 8 de octubre de 2017  | Yuva Bharati, Calcuta, India          | Irak           | Bandera de Irak           | 1 - 1             | Bandera de México         | México         |  | Mundial Sub-17 2017            | 83' por Roberto de la Rosa |
| 7. | 11 de octubre de 2017 | Yuva Bharati, Calcuta, India          | Inglaterra     | Bandera de Inglaterra     | 3 - 2             | Bandera de México         | México         |  | Mundial Sub-17 2017            | 46' por Daniel López       |
| 8. | 17 de octubre de 2017 | Yuva Bharati, Calcuta, India          | Irán           | Bandera de Irán           | 2 - 1             | Bandera de México         | México         |  | Mundial Sub-17 2017            | 59' por Daniel López       |

### Selección Mayor
El día 29 de agosto del 2023 se haría oficial mediante la cuenta de Twitter de la selección mexicana que César Huerta sería convocado por primera vez ante Uzbekistán y Australia.El día 9 de septiembre de 2023 este entraría de cambio en el minuto 60 por Alexis Vega en este mismo partido haría su primer gol empatando el partido el cual terminaría 2-2.
Sería convocado para por la selección para participar en la Copa América 2024.

### Goles con selección absoluta
| n. | Rival          | Resultado | Resultado Final |
| -- | -------------- | --------- | --------------- |
| 1  | Australia      | 2 - 2     | 2 - 2           |
| 2  | Nueva Zelanda  | 2 - 0     | 3 - 0           |
| 3  | Estados Unidos | 2 - 0     | 2 - 0           |

### Participaciones en selección nacional
| #                                   | Copa                                | Categoría                           | Sede                                | Resultado                           | Partidos | Goles |
| ----------------------------------- | ----------------------------------- | ----------------------------------- | ----------------------------------- | ----------------------------------- | -------- | ----- |
| 19                                  | Campeonato Sub-17 de 2017           | Sub-17                              | Panamá                              | Campeón                             | 5        | 0     |
| 20                                  | Mundial Sub-17 de 2017              | Sub-17                              | India                               | Octavos de final                    | 3        | 0     |
| Total parcial en selección nacional | Total parcial en selección nacional | Total parcial en selección nacional | Total parcial en selección nacional | Total parcial en selección nacional | 8        | 0     |

## Estadísticas

### Clubes
Actualizado al último partido jugado el 6 de abril de 2025.
| C. D. Guadalajara · México | 1.ª                 | 2018                | 1   | 0  | 1  | 0 | — | — | 2   | 0  | 0    |
| C. D. Guadalajara · México | Total               | Total               | 1   | 0  | 1  | 0 | 0 | 0 | 2   | 0  | 0    |
| C. A. Zacatepec · México | 2.ª                 | 2019                | 14  | 4  | 3  | 2 | — | — | 17  | 6  | 0.35 |
| C. A. Zacatepec · México | Total               | Total               | 14  | 4  | 3  | 2 | 0 | 0 | 17  | 6  | 0.35 |
| C. D. Guadalajara · México | 1.ª                 | 2019                | 5   | 0  | 4  | 0 | — | — | 9   | 0  | 0    |
| C. D. Guadalajara · México | Total               | Total               | 5   | 0  | 4  | 0 | 0 | 0 | 9   | 0  | 0    |
| C. A. Monarcas Morelia · México | 1.ª                 | 2020                | 6   | 0  | 4  | 0 | — | — | 10  | 0  | 0    |
| C. A. Monarcas Morelia · México | Total               | Total               | 6   | 0  | 4  | 0 | 0 | 0 | 10  | 0  | 0    |
| Mazatlán F. C. · México | 1.ª                 | 2020                | 17  | 3  | 0  | 0 | — | — | 17  | 3  | 0.18 |
| Mazatlán F. C. · México | Total               | Total               | 17  | 3  | 0  | 0 | 0 | 0 | 17  | 3  | 0.18 |
| C. D. Guadalajara · México | 1.ª                 | 2021                | 8   | 0  | 0  | 0 | — | — | 8   | 0  | 0    |
| C. D. Guadalajara · México | 1.ª                 | 2021-22             | 18  | 1  | 0  | 0 | — | — | 18  | 1  | 0.06 |
| C. D. Guadalajara · México | Total               | Total               | 26  | 1  | 0  | 0 | 0 | 0 | 26  | 1  | 0.04 |
| C. Universidad Nacional · México | 1.ª                 | 2022-23             | 26  | 2  | —  | — | — | — | 26  | 2  | 0.08 |
| C. Universidad Nacional · México | 1.ª                 | 2023-24             | 37  | 11 | —  | — | 3 | 1 | 40  | 12 | 0.5  |
| C. Universidad Nacional · México | 1.ª                 | 2024-25             | 12  | 5  |    |   | 4 | 1 | 15  | 6  | 0.4  |
| C. Universidad Nacional · México | Total               | Total               | 47  | 18 | 0  | 0 | 7 | 2 | 81  | 20 | 0.23 |
| R. S. C. Anderlecht · Bélgica | 1.ª                 | 2025                | 9   | 3  | 1  | 0 | 0 | 0 | 14  | 3  | 0    |
| R. S. C. Anderlecht · Bélgica | Total               | Total               | 9   | 3  | 1  | 0 | 0 | 0 | 14  | 3  | 0    |
| Total en su carrera | Total en su carrera | Total en su carrera | 125 | 23 | 12 | 2 | 7 | 3 | 138 | 32 | 0.17 |
| (1) Incluye datos de Copa México (2018-19). (2) Incluye datos de Mundial de Clubes (2018) (No fue convocado) y Leagues Cup (2023). (3) No incluye goles en partidos amistosos. |                     |                     |     |    |    |   |   |   |     |    |      |

## Palmarés

### Títulos internacionales
| Título                          | Club (*) | País                   | Año  |
| ------------------------------- | -------- | ---------------------- | ---- |
| Liga de Naciones de la Concacaf | México   | Concacaf               | 2025 |
| Copa Oro de la Concacaf         | México   | Estados Unidos- Canadá | 2025 |

(*) Incluyendo la Selección